# Fortsetzungsfeststellungsklage
Als Fortsetzungsfeststellungsklage, in der rechtswissenschaftlichen Literatur häufig mit FFK abgekürzt, bezeichnet man im öffentlichen Recht eine Klage, mit der die Feststellung der Rechtswidrigkeit eines erledigten Verwaltungsaktes begehrt wird.
Die Fortsetzungsfeststellungsklage steht in engem Zusammenhang mit der Anfechtungsklage, da Anknüpfungspunkt jeweils ein Verwaltungsakt ist. Ist dieser rechtswidrig, besteht gegen die Verwaltung ein materiell-rechtlicher Aufhebungsanspruch des Adressaten, der sich aus der Verletzung eines subjektiv-öffentlichen Rechts ergibt. Erledigt sich der Verwaltungsakt jedoch im Prozess, entfällt auch der Anspruch auf Aufhebung und damit das Rechtsschutzbedürfnis. Der Kläger kann den Rechtsstreit für erledigt erklären oder sein nunmehr lediglich auf Feststellung der Rechtswidrigkeit gerichtetes Klagebegehren im Prozess weiter verfolgen, indem er seine Klage zu einer Fortsetzungsfeststellungsklage umstellt. Mit dieser kann er feststellen lassen, dass der angegriffene Verwaltungsakt rechtswidrig war und ihn in seinen Rechten verletzte. Hierdurch kann er die Früchte seiner Prozessführung erhalten.
Die Rechtsnatur der Fortsetzungsfeststellungsklage ist umstritten. Sie wird in der Rechtswissenschaft als Anfechtungsklage, als Feststellungsklage oder als Klage eigener Art (lat. sui generis) beurteilt.
Die Fortsetzungsfeststellungsklage ist für die Verwaltungsgerichtsbarkeit in § 113 Absatz 1 Satz 4 der Verwaltungsgerichtsordnung (VwGO) normiert. Von großer praktischer Bedeutung ist sie dort etwa im Bereich des Polizei- und Ordnungsrechts. Weiterhin wird sie in § 100 Absatz 1 Satz 4 der Finanzgerichtsordnung (FGO) für die Finanzgerichtsbarkeit und in § 131 Absatz 1 Satz 3 des Sozialgerichtsgesetzes (SGG) für die Sozialgerichtsbarkeit geregelt.
Die Rechtsnormen, welche die Fortsetzungsfeststellungsklage regeln, erfassen lediglich den Fall der Erledigung nach Klageerhebung. Nach vorherrschender Auffassung in der Rechtswissenschaft findet die Fortsetzungsfeststellungsklage jedoch darüber hinaus in mehreren Fallkonstellationen analoge Anwendung.

## Sachurteilsvoraussetzungen der verwaltungsprozessualen Fortsetzungsfeststellungsklage
Bisher gingen Rechtsprechung und Lehre wohl überwiegend davon aus, dass die Fortsetzungsfeststellungsklage der Anfechtungsklage jedenfalls sehr nahesteht und daher die besonderen Sachurteilsvoraussetzungen der Anfechtungsklage zu beachten sind.

### Statthaftigkeit

#### Direkte Anwendung
Die Fortsetzungsfeststellungsklage ist gemäß § 113 Absatz 1 Satz 4 VwGO statthaft, falls der Kläger begehrt, die Rechtswidrigkeit eines Verwaltungsakts feststellen zu lassen, der sich im Gerichtsprozess erledigt hat.
Bei einem Verwaltungsakt handelt es sich gemäß § 35 Satz 1 des Verwaltungsverfahrensgesetzes (VwVfG) um eine hoheitliche Maßnahme einer Behörde zur Regelung eines Einzelfalls auf dem Gebiet des öffentlichen Rechts, die auf Außenwirkung gerichtet ist. Dies trifft beispielsweise auf die Gaststättenerlaubnis und die Abrissverfügung zu.
Erledigt hat sich ein Verwaltungsakt gemäß § 43 Absatz 2 VwVfG, falls er gegenstandslos geworden ist. Hierzu kann es infolge einer behördlichen Rücknahme des Verwaltungsakts nach § 48 VwVfG oder einer spezielleren Vorschrift kommen. Gegenstandslosigkeit kann ebenfalls durch den Widerruf des Verwaltungsakts, durch Zeitablauf, durch den Einritt eines Umstands oder durch die Aufhebung des Verwaltungsakts durch ein Gericht oder eine Widerspruchsbehörde eintreten. Wird etwa das Gebäude, für das eine Abrissverfügung erlassen wurde, durch ein Naturereignis zerstört, wird die Verfügung hierdurch gegenstandslos.
Nicht notwendigerweise führt die Vollziehung eines Verwaltungsakts zu dessen Erledigung. Regelnde Wirkung kann dieser beispielsweise dadurch behalten, dass er den Rechtsgrund einer Kostenforderung darstellt. Dies ergibt sich aus § 113 Absatz 1 Satz 2 VwGO, der eine Rückgängigmachung von Vollzugsfolgen erst erlaubt, falls der Verwaltungsakt, der diese Folgen auslöste, aufgehoben wurde.

#### Analoge Anwendung
Nach vorherrschender Auffassung in der Rechtswissenschaft wird die Fortsetzungsfeststellungsklage in mehreren Fallkonstellationen analog als statthafte Klageart angewandt.

##### Vorprozessuale Erledigungen
Nach dem Wortlaut der Bestimmungen zur Fortsetzungsfeststellungsklage kommt diese lediglich in Frage, falls die Erledigung während des Gerichtsprozesses eintritt. Nicht statthaft ist sie somit bei vorprozessualer Erledigung. Häufig kommt es hierzu beispielsweise im Polizeirecht, da sich Maßnahmen der Polizei mit ihrem Vollzug typischerweise kurzfristig erledigen: wer beispielsweise nach einem Platzverweis den jeweiligen Ort verlassen hat, ist durch den Verweis später nicht mehr betroffen, sodass Erledigung eingetreten ist.
In Frage kommt jedoch eine analoge Anwendung der Fortsetzungsfeststellungsklage. Dies erfordert eine planwidrige Regelungslücke sowie eine vergleichbare Interessenlage. Eine planwidrige Regelungslücke besteht, falls der Gesetzgeber einen Sachverhalt nicht geregelt hat, obwohl dies geboten gewesen wäre.
Einige Stimmen in der Rechtswissenschaft verneinen das Bestehen einer Regelungslücke, da der Kläger auf die allgemeine Feststellungsklage nach § 43 VwGO zurückgreifen könne. Mithilfe dieser Klage kann er gemäß § 43 Absatz 1 VwGO das Bestehen oder Nichtbestehen eines Rechtsverhältnisses feststellen lassen. Der Begriff des Rechtsverhältnisses wird in der Rechtswissenschaft weit verstanden, sodass mithilfe diese Klage festgestellt werden lassen könnte, dass die Behörde durch den Erlass des Verwaltungsakts rechtswidrig handelte und den Kläger in dessen Rechten verletzte. Diese Meinung stützt sich auf ein obiter dictum eines Senats des Bundesverwaltungsgerichts.
Nach vorherrschender Auffassung in der Rechtswissenschaft besteht indessen eine Regelungslücke: Die Statthaftigkeit der allgemeinen Feststellungsklage führte dazu, dass die besonderen Sachentscheidungsvoraussetzungen der Anfechtungsklage, etwa die Durchführung eines Vorverfahrens (§ 68 Absatz 1 Satz 1 VwGO) und die Wahrung einer Klagefrist (§ 74 Absatz 1 VwGO) unterlaufen würden. Es gebe keinen Grund dafür, dies vom letztlich zufälligen Zeitpunkt der Erledigung des Verwaltungsaktes abhängig zu machen.

##### Ausschluss des Aufhebungsanspruchs
Weiterhin ist die Fortsetzungsfeststellungsklage analog § 113 Absatz 1 Satz 4 VwGO statthaft, falls sich der angegriffene Verwaltungsakt zwar nicht erledigt hat, dieser jedoch trotz seiner Rechtswidrigkeit nicht aufgehoben werden kann.
Der Aufhebungsanspruch ist etwa ausgeschlossen, falls der Verwaltungsakt unter einem Fehler leidet, der nach § 46 VwVfG im Prozess unbeachtlich ist. Die Norm bezieht sich auf Verfahrens- und Formfehler sowie auf Fehler bei der örtlichen Zuständigkeit. Unbeachtlichkeit tritt ein, falls der Fehler die Sachentscheidung offensichtlich nicht beeinflusst hat.
Ebenfalls ausgeschlossen ist der Aufhebungsanspruch in Fällen, in denen sich die Sach- oder Rechtslage nachträglich so geändert hat, dass der ursprünglich rechtswidrige Verwaltungsakt nun rechtmäßig erlassen werden könnte. In diesem Fall erfolgt grundsätzlich keine Aufhebung des Verwaltungsakts, da diese aus Sicht des Klägers keine Verbesserung brächte. Schließlich müsste er im Fall der Aufhebung mit dem Erlass eines neuen, gleichartigen Verwaltungsakts rechnen.

##### Verpflichtungssituation
Schließlich wird Fortsetzungsfeststellungsklage auch in Situationen der Verpflichtungsklage (§ 42 Absatz 1 Alternative 2 VwGO) analog angewandt. Eine solche Situation besteht, falls der Bürger eine Behörde zum Erlass eines Verwaltungsakts verpflichten will, etwa zum Erlass einer straßenrechtlichen Sondernutzungserlaubnis oder einer Baugenehmigung.
Eine Umstellung einer Verpflichtungs- auf eine Fortsetzungsfeststellungsklage kommt zum einen in Betracht, falls das Interesse des Klägers am Erlass des Verwaltungsakts nachträglich fortfällt. Im Fall der Sondernutzungserlaubnis kommt dies etwa in Betracht, falls sich diese auf eine bestimmte Veranstaltung bezieht, die zwischenzeitlich abgesagt wurde. Durch Umstellung seiner Verpflichtungs- zu einer Fortsetzungsfeststellungsklage kann der Kläger nun feststellen lassen, dass die Erlaubnis hätte erteilt werden müssen.
Die Klageumstellung kommt zum anderen in Frage, falls sich die Sach- oder Rechtslage nachträglich ändert. Wird etwa nach Erhebung der Klage auf eine Baugenehmigung für ein Vorhaben im unbeplanten Bereich ein Bebauungsplan erlassen, nach dem das Vorhaben des Klägers planungsrechtlich unzulässig ist, kann dieser mittels einer Fortsetzungsfeststellungsklage feststellen lassen, dass das Vorhaben vor Erlass des Bebauungsplans planungsrechtlich zulässig war.

##### Leistungssituation
Manche Stimmen nehmen darüber hinaus an, dass die Fortsetzungsfeststellungsklage analog § 113 Absatz 1 Satz 4 VwGO auch bei der Erledigung von Begehren statthaft ist, die mit der allgemeinen Leistungsklage geltend gemacht werden. Diese Klageart ist im Verwaltungsprozessrecht zwar nicht ausdrücklich geregelt, wird jedoch in mehreren Vorschriften vorausgesetzt, etwa in § 43 Absatz 2, § 111, § 113 Absatz 4 VwGO. Sie ist statthaft, falls der Kläger eine Leistung begehrt, die keinen Verwaltungsakt darstellt. Dies trifft insbesondere auf Realakte sowie auf Unterlassungen zu. Eine Erledigung liegt etwa vor, falls eine Behörde eine Äußerung zurücknimmt, während der Bürger auf deren Unterlassung klagt.
Nach überwiegender Auffassung fehlt es in dieser Fallkonstellation jedoch an der planwidrigen Regelungslücke. Hinreichenden Rechtsschutz biete in solchen Fällen bereits die allgemeine Feststellungsklage. Eine Umgehung der spezifischen Voraussetzungen der Verwaltungsaktsklagen drohe hier nicht, da sich die Klage nicht auf einen Verwaltungsakt bezieht.

### Zulässigkeit der Ausgangsklage

#### Direkte Anwendung
Die Fortsetzungsfeststellungsklage kommt in direkter Anwendung infolge der Umstellung einer Anfechtungsklage zum Zuge. Ihre Zulässigkeit setzt daher voraus, dass die ursprünglich erhobene Anfechtungsklage zulässig war. Notwendig ist somit eine Klagebefugnis nach § 42 Absatz 2 VwGO. Diese besteht, falls der Kläger geltend macht, durch den Verwaltungsakt in einem eigenen Recht verletzt zu sein und diese Verletzung nicht offensichtlich ausscheidet. Soweit ein Widerspruchsverfahren notwendig ist, muss dies zuvor durchgeführt worden sein. Schließlich muss die Klage form- und fristgerecht erhoben worden sein.

#### Analoge Anwendung
Umstritten ist in der Rechtswissenschaft, inwieweit sich die Zulässigkeitsvoraussetzungen bei analoger Anwendung der Fortsetzungsfeststellungsklage auf Anfechtungsbegehren an denen der Anfechtungsklage orientieren.
Einigkeit besteht dahingehend, dass der Kläger analog § 42 Absatz 2 VwGO klagebefugt sein muss. Hierdurch sollen Popularklagen vermieden werden.
Strittig ist, ob vor Erhebung der Fortsetzungsfeststellungsklage ein Widerspruchsverfahren durchgeführt werden muss. Nach vorherrschender Auffassung ist dies entbehrlich, da sich der Gesetzgeber in § 68 VwGO bewusst gegen einen Fortsetzungsfeststellungswiderspruch entschieden habe. Somit fehle eine planwidrige Regelungslücke. Eine Gegenauffassung hält den vorherigen Widerspruch indessen für erforderlich, da die Zwecke des Vorverfahrens – Verwaltungsselbstkontrolle und Gerichtsentlastung – auch nach Erledigung des Verwaltungsakts erreicht werden können.
Ebenfalls strittig ist das Bestehen einer Klagefrist. Nach überwiegender Auffassung ist die analoge Fortsetzungsfeststellungsklage als Feststellungsklage nicht fristgebunden. Nach einer Gegenansicht besteht eine Fristbindung, da die Erledigung dem Kläger nicht die Möglichkeit geben soll, den Verwaltungsakt zeitlich unbeschränkt angreifen kann. Auch sei es angesichts der großen Parallelen zwischen Fortsetzungsfeststellungs- und Anfechtungsklage sachgerecht, eine Fristbindung anzunehmen.

### Klageumstellung
Erledigt sich die Klage im Prozess, muss der Kläger seinen ursprünglichen Klageantrag umstellen, indem er dies vor Gericht beantragt. Hierdurch beschränkt er diesen Antrag nach § 173 Satz 1 VwGO in Verbindung mit § 264 Nummer 2 der Zivilprozessordnung. Daher bedarf es keiner Zustimmung des Beklagten.

### Fortsetzungsfeststellungsinteresse
Schließlich muss der Kläger geltend machen, dass er berechtigtes Interesse an der gerichtlichen Entscheidung über den erledigten Sachverhalt hat. Dieses Interesse wird in der Rechtswissenschaft als Fortsetzungsfeststellungsinteresse bezeichnet. In dogmatischer Hinsicht handelt es sich hierbei um einen Sonderfall des allgemeinen Rechtsschutzbedürfnisses.
Rechtsprechung und Lehre haben mehrere Fallgruppen entwickelt, in denen ein Fortsetzungsfeststellungsinteresse besteht.

#### Wiederholungsgefahr
Ein Fortsetzungsfeststellungsinteresse kann sich aus einer Wiederholungsgefahr ergeben. Diese liegt vor, falls die Behörde erkennen lässt, dass sie unter vergleichbaren Umständen einen gleichartigen Verwaltungsakt erneut gegenüber dem Kläger erlassen wird, falls sie dies für notwendig erachtet. Nicht ausreichend ist der drohende Erlass eines gleichartigen Verwaltungsakts gegenüber Dritten.

#### Präjudizinteresse
Ein Fortsetzungsfeststellungsinteresse kann sich weiterhin aus einem Präjudizinteresse ergeben. Dieses besteht, falls die verwaltungsgerichtliche Klage der Vorbereitung eines Amtshaftungsprozesses dient. Nicht erforderlich ist, dass bereits verwertbare Prozessergebnisse vorliegen. Der Kläger muss jedoch einen Amtshaftungsprozess ernsthaft beabsichtigen. Der Amtshaftungsprozess darf jedoch nicht offensichtlich keine Chancen auf Erfolg haben.
Das präjudizielle Interesse ist lediglich für die Erledigung nach Klageerhebung als berechtigtes Fortsetzungsfeststellungsinteresse anerkannt. Bei Erledigung vor Klageerhebung kann der Kläger direkt den Zivilrechtsweg beschreiten, auf dem die Rechtmäßigkeit des Verwaltungshandelns ebenfalls geprüft wird.
Nach Ansicht des Bayerischen Landessozialgerichts ist ein Interesse von Präjudiziabilität auch gegeben, falls die Entscheidung in einem anderen streitigen Rechtsverhältnis bedeutsam sein kann, vor allem zur Durchsetzung von Folgeansprüchen wie Schadensersatzansprüchen.

#### Rehabilitierungsinteresse
Schließlich kann sich ein Fortsetzungsfeststellungsinteresse aus dem Wunsch nach Rehabilitierung ergeben. Ein solches Interesse kann sich daraus ergeben, dass der Verwaltungsakt oder dessen Vollziehung eine herabsetzende Wirkung haben. Dies kann sich etwa aus einer Beeinträchtigung des allgemeinen Persönlichkeitsrechts aus Art. 2 Absatz 1 GG in Verbindung mit Art. 1 Absatz 1 GG ergeben. Notwendig ist allerdings, dass Dritte vom Verwaltungsakt Kenntnis erlangt haben, da eine Rehabilitation andernfalls keinen Adressaten hätte.

#### Typischerweise kurzfristige Erledigung des Verwaltungsakts
Ein Fortsetzungsfeststellungsinteresse kann sich weiterhin daraus ergeben, dass sich der Verwaltungsakt typischerweise kurzfristig erledigt, sodass der Betroffene regelmäßig nicht in der Lage ist, eine Anfechtungsklage zu erheben. Dies trifft auf die Auflösung einer Versammlung nach § 15 Absatz 3 des Versammlungsgesetzes zu.
Aus der Garantie des effektiven Rechtsschutzes durch Art. 19 Absatz 4 GG folgt, dass es dem Bürger dennoch möglich sein muss, solche Sachverhalte gerichtlich überprüfen zu lassen.

#### Tiefgreifender Grundrechtseingriff
Bei besonders belastenden Maßnahmen wird angenommen, dass auch bei Nichtvorliegen der übrigen Fallgruppen eine gerichtliche Überprüfung staatlicher Akte möglich sein muss, beispielsweise bei einer Auflösung einer Versammlung oder der Durchsuchung einer Wohnung.

## Begründetheit
Die Fortsetzungsfeststellungsklage ist in einer Anfechtungssituation begründet, soweit der angegriffene Verwaltungsakt rechtswidrig war und den Kläger in seinen Rechten verletzte. Maßgeblicher Zeitpunkt für die Beurteilung der Sach- und Rechtslage ist die Rechtslage im Zeitpunkt des erledigenden Ereignisses, genauer: der Zeitpunkt unmittelbar davor.